# Estampida en Shanghái de 2014
La estampida humana en Shanghái ocurrió en la ciudad de Shanghái, China, el 31 de diciembre de 2014, causando la muerte de al menos 36 personas durante las celebraciones de Nochevieja y Año Nuevo. El incidente tuvo lugar cerca de la plaza Chen Yi en el Bund, donde una gran multitud, estimada en alrededor de 300 000 personas, se había reunido para la celebración. Al menos otras 42 resultaron heridas en el evento.
El gobierno confirmó que varias personas estaban tirando dólares falsificados entre la multitud, pero la conexión de este hecho a la estampida estaba todavía bajo investigación. Una de las víctimas declaró que el dinero falso fue arrojado a la calle desde un bar y que varias de las personas se habían apresurado a agarrarlo.
El secretario general del Partido Comunista Chino, Xi Jinping, y el primer ministro chino, Li Keqiang, ordenaron «los esfuerzos de rescate total».